# Nicella gracilis
Nicella gracilis är en korallart som beskrevs av Stephen D. Cairns 2007. Nicella gracilis ingår i släktet Nicella och familjen Ellisellidae. Inga underarter finns listade i Catalogue of Life.